# اف یو (ترانه)
«اف یو» ترانه‌ای از هنرمند اهل ایالات متحده آمریکا مایلی سایرس است. این ترانه از چهارمین آلبوم مایلی با نام بنگرز می باشد. این ترانه یک ترانه تاثیر گرفته از دابستپ می باشد.